# المالكية (الحسكة)
المالكية مدينة سورية تقع في أقصى الشمال الشرقي وتتبع محافظة الحسكة إداريًا.
تتمتع المدينة بموقع استراتيجي هام من حيث وقوعها في المثلث الحدودي بين سوريا والعراق وتركيا، تحدها الحدود التركية من الشمال والشرق والحدود العراقية من الجنوب الشرقي، ويمر عبر حدودها الإدارية جزء من قطار الشرق السريع الذي يصل بين العراق من جهة وبين سوريا وتركيا وصولا إلى القارة الأوروبية من جهة أخرى . كما يمر بها طريق الحرير . يحدها من الشمال نهر دجلة ومن الجنوب برية جبل سنجار (الرد حاليا) ومن الشرق جبل الجودي ومن الشمال الغربي طور عبدين. تقع على بعد عشرين كيلو مترًا جنوب مدينة جزيرة ابن عمر (الواقعة حاليا في تركيا).
تبعد المالكية مسافة 190 كم عن مدينة الحسكة، و90 كم عن القامشلي، ونحو 900 كم عن العاصمة دمشق.
تعد المالكية مركز منطقة المالكية وتتبعها نواحي: الجوادية واليعربية والمعبدة. لا يزال الاسم السرياني القديم للمدينة (ديرك، وديريك) متداولا بين السكان كتسمية شعبية.

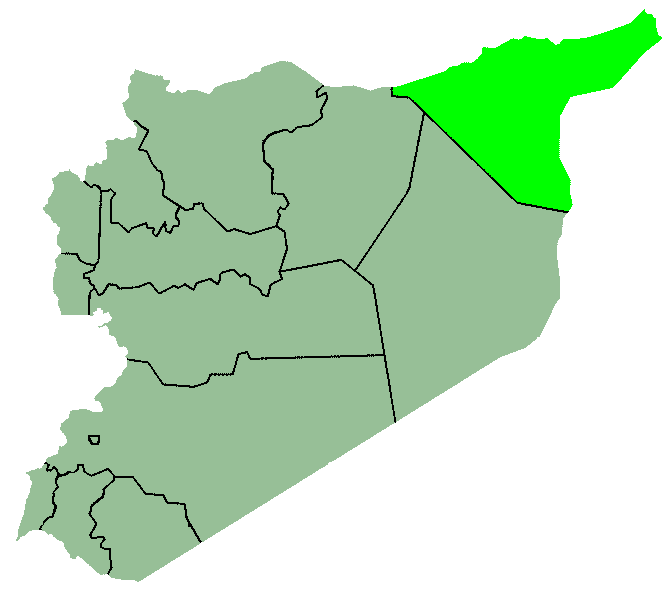
محافظة الحسكة

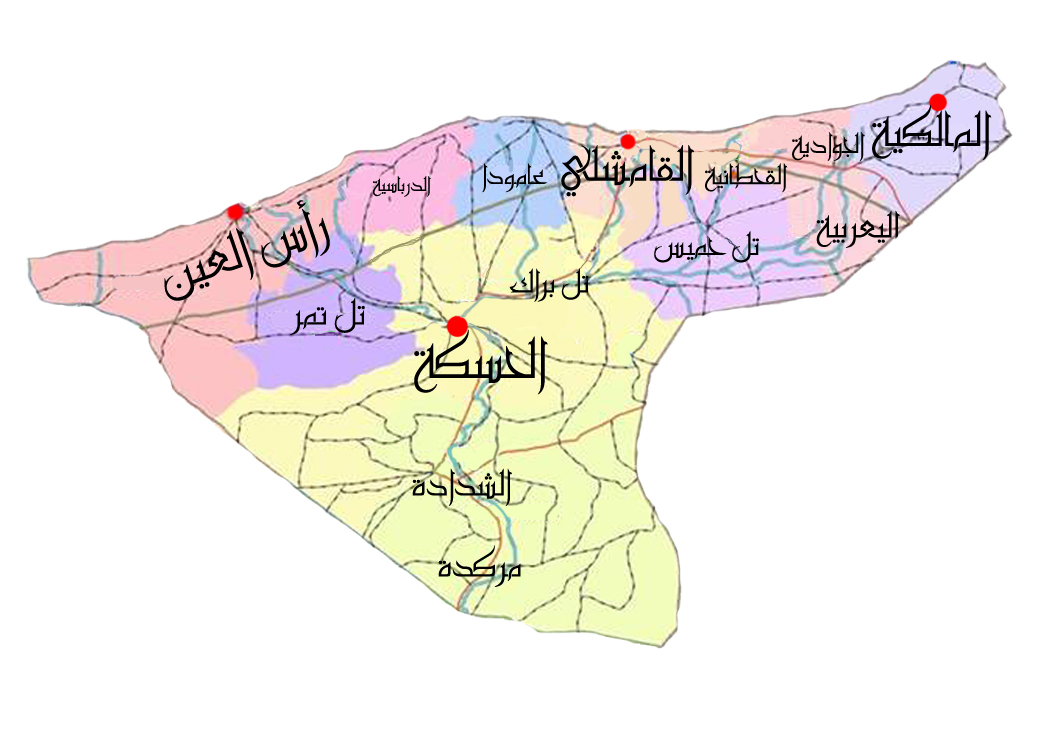
مدن محافظة الحسكة

## التاريخ والتسمية
أنشأ الفرنسيون المدينة سنة 1926 تحت اسم قضاء دجلة بجانب قرية عين ديوار، وفتحوا فيها منذ ذلك الحين باب الحدود واسعًا على حد تعبير القائد الكردي المخضرم نور الدين زازا لاستقبال الكرد والسريان والأرمن القادمين من تركيا، وشجعوهم على الاستقرار في المنطقة واكتساب الجنسية السورية.
بات قضاء دجلة يعرف بديرك ثم المالكية لاحقًا، وأصبح مركز منطقة. يعود أصل الاسم السرياني للمدينة (ديرك) إلى لفظة (ديروني) السريانية التي تعني (الدير الصغير)، نسبة للكنيسة الواقعة شرقي هذه القرية قديمًا التابعة لأبرشية بازبدي. مركزها أزخ وهي كورة كانت تابعة للإمبراطورية الفارسية قبل الميلاد.
بعد انهيار الدولة العثمانية ودخول القوى العظمى إلى المنطقة في نهاية الحرب العالمية الأولى 1918 م قامت القوات البريطانية بالمرابطة في هذه المنطقة وعملت على ضمها إلى ولاية الموصل تمهيدًا لضمها إلى دولة العراق الخاضعة لبريطانيا. وبعد دخول القوات الفرنسية إلى سوريا وانتدابها عليها 1920 م بدأت بمشروع رسم الحدود لهذه الدولة الناشئة من خلال المفاوضات مع بريطانيا من جهة، ومع الحكومة التركية الجديدة التي قامت على أنقاض الدولة العثمانية، وكانت من نتيجة اتفاقية رسم الحدود بين سوريا وتركيا الموقعة في عام 1928م أن تم ضم منطقة ديرك إلى سوريا، فأصبحت منطقة إدارية مركزها قرية عين ديوار. وبموجب المرسوم 1414 بتاريخ 18 تموز 1933 أصبحت قرية ديرك بلدة وتم إنشاء البلدية فيها. في عام 1936 م تم تحويلها إلى قائمقامية واستبدل اسمها من ديريك إلى قائمقامية الدجلة. وفي عام 1938 م حولها الفرنسيون إلى مركز منطقة، ونقل إليها مقر المستشار الفرنسي الذي كان قائمًا في بلدة (عين ديوار) التي تراجع دورها بعد ذلك وتحولت إلى قرية صغيرة. بموجب المرسوم 346 بتاريخ 24 آذار 1957 تم تغيير اسم المدينة وأطلق عليها تسمية المالكية نسبة إلى العقيد عدنان المالكي الذي اغتيل في العام السابق. بعد ذلك وضع مخطط عمراني حديث للمدينة وتوسعت مساحة المدينة بشكل كبير وعلى عدة مراحل.

## السكان
كما هو حال معظم مدن محافظة الحسكة، يسكن المالكية خليط سكاني متباين، حيث يقطنها اليوم العرب والسريان (سريان- آشوريون- كلدان) والأكراد والأرمن. نسبة الأكراد في ناحية المالكية هي ثاني أعلى نسبة في محافظة الحسكة، بعد ناحية عامودا، حيث قدرت دراسة مسحية ميدانية نسبة الأكراد في مدينة المالكية بأكثر من 75% من عدد السكان، وفي ناحية المالكية ككل بحوالي 72.4% من عدد السكان بما يعادل 80 ألف نسمة حسب تعداد 2004.

### العشائر الأصلية
منذ الفتح الإسلامي، كانت منطقة المالكية الحالية تابعة لديار ربيعة التي كانت تمتد من جزيرة ابن عمر وماردين شمالا إلى تكريت والأنبار جنوبا. في عهد السلاجقة، أصبحت المنطقة تابعة لحاكم مدينة جزيرة ابن عمر، وكان آخرها إمارة البدرخانيين التي حكمت في القرنين الثامن عشر والتاسع عشر.
تعود العشائر الأصلية في هذه المنطقة إلى تلك الحقبة وما سبقها، وكانت جزءًا من التركيبة القبلية لتلك الإمارة وسببًا في استمرارها وقوتها الاقتصادية والعسكرية على الدوام. وبحسب النظام المعتمد في تلك الحقبة، كانت المنطقة مقسمة إلى إقطاعيات متباينة المساحة والغنى بحسب قوة العشيرة ودرجة قربها من العائلة الأميرية البدرخانية، فكانت منطقة المالكية في حينها تنقسم إلى:
1. الآزخيين الذين نزحوا من مدينة آزخ نتيجة الاضطهاد الذي تعرض له المسيحيون وهي العائلات الآرامية وأكبرها (إيليا، عمسكي، رازاي، حدو ستو، عمسكي، مقسو).
2. الدشت (وتعني السهل)، حيث تشغل المساحة المحصورة بين نهر دجلة في الشمال الشرقي ورافده نهر (الصفين) في الجنوب، وكانت منطقة سبخية غنية بالمياه والينابيع وتكثر فيها المستنقعات، وكان هذا السهل موطن لعشيرة (هسنا) الكردية وسميت بهم (دشتا هسنا)، وهي عشيرة زراعية كانت تعتمد على الزراعة وتربية الأبقار والماشية إلى جانب بعض الصناعات المتعلقة بالزراعة وأهمها صناعة أدوات الفلاحة والحصاد كالمحاريث الحديدية التي اشتهروا بها. وهذه العشيرة تضم مجموعة من المسيحيين التابعين لفخذ (بشكا) ولكنهم يعتبرون أنفسهم من السريان كعائلات (حنا القس).
3. البرية، وتمتد هذه المنطقة بدأً من نهر الصفين شمالًا وحتى جبل سنجار، وهي منطقة أقل خصوبة من الدشت وأقل مطرًا، لكنها كانت منطقة مراعي غنية ومهمة للعشائر التي أعتمدت على تربية الماشية، وقد تقاسمت هذه المنطقة مجموعتان، الأولى هي عشيرة (آباسان) التي كانت ولا زالت تقطن المطقة المحيطة بجبل (كندك) وهي عشيرة زراعية، وعشائر الكوجر التي كانت في المنطقة المحيطة بجبل (قره تشوك) وما زالت تشغل تلك المنطقة وهم من العشائر البدوية نصف الرحل، والعشيرتان من الأكراد.
4. الآليان، وهي نقطة واقعة إلى الغرب من المنطقتين السابقتين.

### العشائر الأصلية العربية
وهي العشائر التي استوطنت المنطقة في أواخر العهد العثماني وبداية القرن العشرين، ومعظمهم وفد من الشمال من عمق الأراضي التركية الحالية، كما وفدت قبائل عربية من الجنوب من بادية العراق ومن منطقة نجد وشمالي شبه الجزيرة العربية.
انتشرت هذه العشائر في أرجاء المنطقة وشكل بعضها تجمعات قرى متجاورة لأبنائها، بينما توزع أفراد بعض أفراد العشائر الأخرى على القرى القائمة والعائدة ملكيتها لعشائر أخرى.
من العشائر العربية الموجودة:
- طيء: قبيلة عربية شهيرة ينتشرون منطقة القامشلي
- الجوالة: قبيلة عربية شهيرة وهم فخذ من قبيلة طيء العربية، تتوزع عائلاتهم على مختلف مدن وبلدات المنطقة وهم الثقل في قبيلة طيء من حيث العدد[7]
- شمر، قبيلة عربية شهيرة، ينتشرون حول منطقة اليعربية وجنوبي وادي الرد، وخصوصًا في منطقة تل علو.
- شرابيين، وهم فخذ من قبيلة طيء العربية، تتوزع عائلاتهم على مختلف مدن وبلدات المنطقة
- [8]زوبع: عشيرة عربية تعيش في العراق وسورية. تتواجد قراهم بكثافة غربي منطقة اليعربية.
- غمر: مجموعات أسرية تابعة لعدة عشائر عربية قاطنة في منطقة (الطبقة) بمحافظة الرقة السورية، منحتهم الدولة أراض زراعية خصبة في منطقة المالكية تعويضا لهم عن أراضيهم التي غمرت بمياه بحيرة الأسد. تم توطينهم في عدة قرى منتشرة على مداخل مدن وبلدات المنطقة، يعملون في الزراعة وتربية الأغنام.

ومن العشائر الكردية الوافدة:
- هارونا: يتواجدون في القرى المحيطة بمدينة المالكية.
- أومركا: يتواجدون في القرى المحيطة ببلدة رميلان ومنطقة آليان.
- عليكي: يتواجدون في عدة قرى محيطة بالمالكية ورميلان والقامشلي.
- بيداري: لهم عدة قرى جنوبي جبل قره تشوك.

## معالم من المنطقة

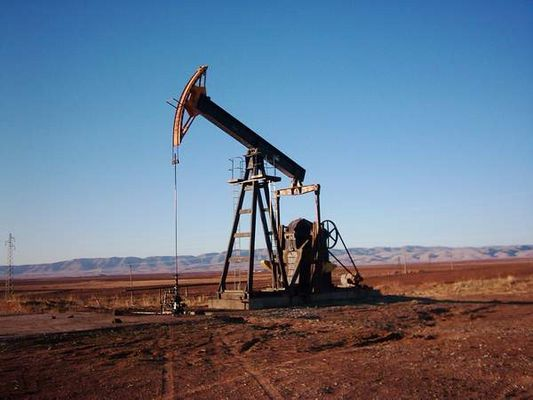
حقول النفط في رميلان

- يمر نهر دجلة في الطرف الشرقي لمنطقة المالكية على بعد 12 كم عن مدينة المالكية.
- تتواجد معظم حقول النفط السورية في منطقة المالكية، كحقول رميلان والسويدية وقره تشوك.
- تواجد مناطق اصطياف كثيرة، ومنها مصيف عين ديوار المطل عل نهر دجلة وجبل الجودي، وغابة جبل كراتشوك الحديثة.
- تشتهر المنطقة كباقي مناطق محافظة الحسكة بالزراعة، وخصوصًا بزراعة القمح والقطن.

## الجغرافيا الطبيعية للمنطقة
- تشكل المنطقة سهلًا منبسطًا (سهل هسنان)، ويبلغ ارتفاعه 500 م فوق سطح البحر، وتتوسط المنطقة سلسلة جبلية (كراتشوك) ترتفع 700 م عن سطح البحر.
- يتخلل السهل الكثير من الأودية النهرية وتنبجس فيه الكثير من الينابيع، ولكن كثرة السدود الصناعية المشيدة حديثًا جعل من تلك الأنهار الصغيرة أشبه بجداول مائية خالية من المياه في فصل الصيف، وكذلك فقد أدى استنزاف المياه الجوفية العميقة واستغلالها في ري محصول القطن إلى جفاف الكثير من الينابيع والفجارات القديمة وإلى هبوط مستوى مياه الآبار السطحية وجفافها في معظم أنحاء المنطقة.

من أنهار المنطقة (دجلة) ورافده (صفين) ومن أهم بحيراتها الصناعية (بحيرة سد نهر السفان) على نهر الصفين، وبحيرة باشوط وبحيرة (بورزة) التي تتجمع فيها مياه الصرف الصحي لمدينة المالكية.

## معرض صور

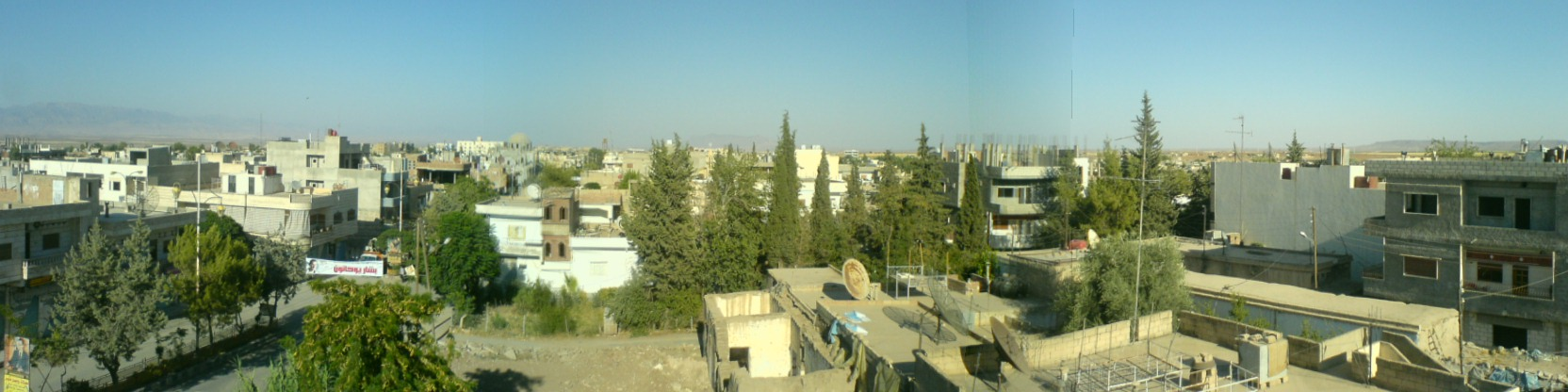
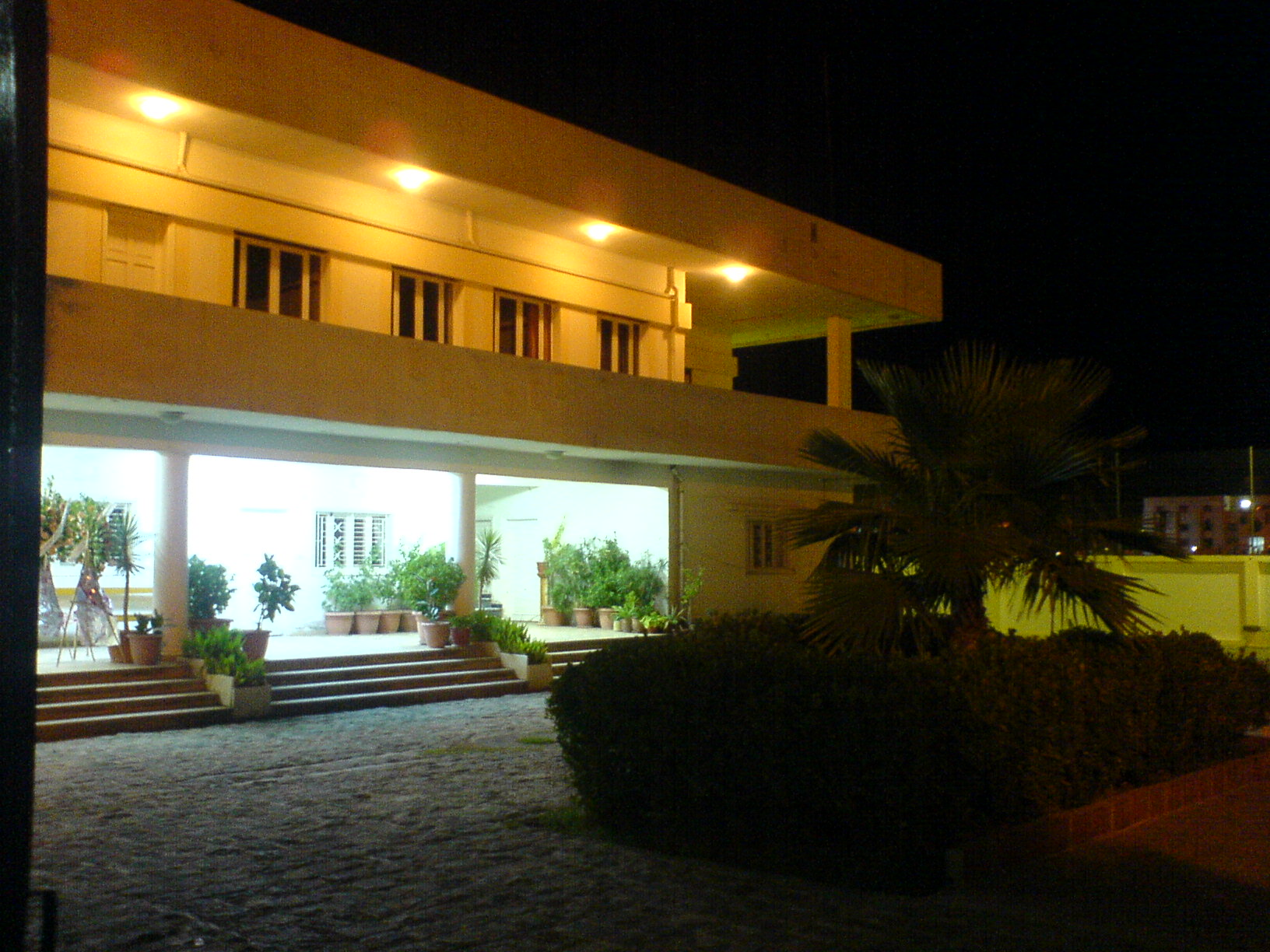
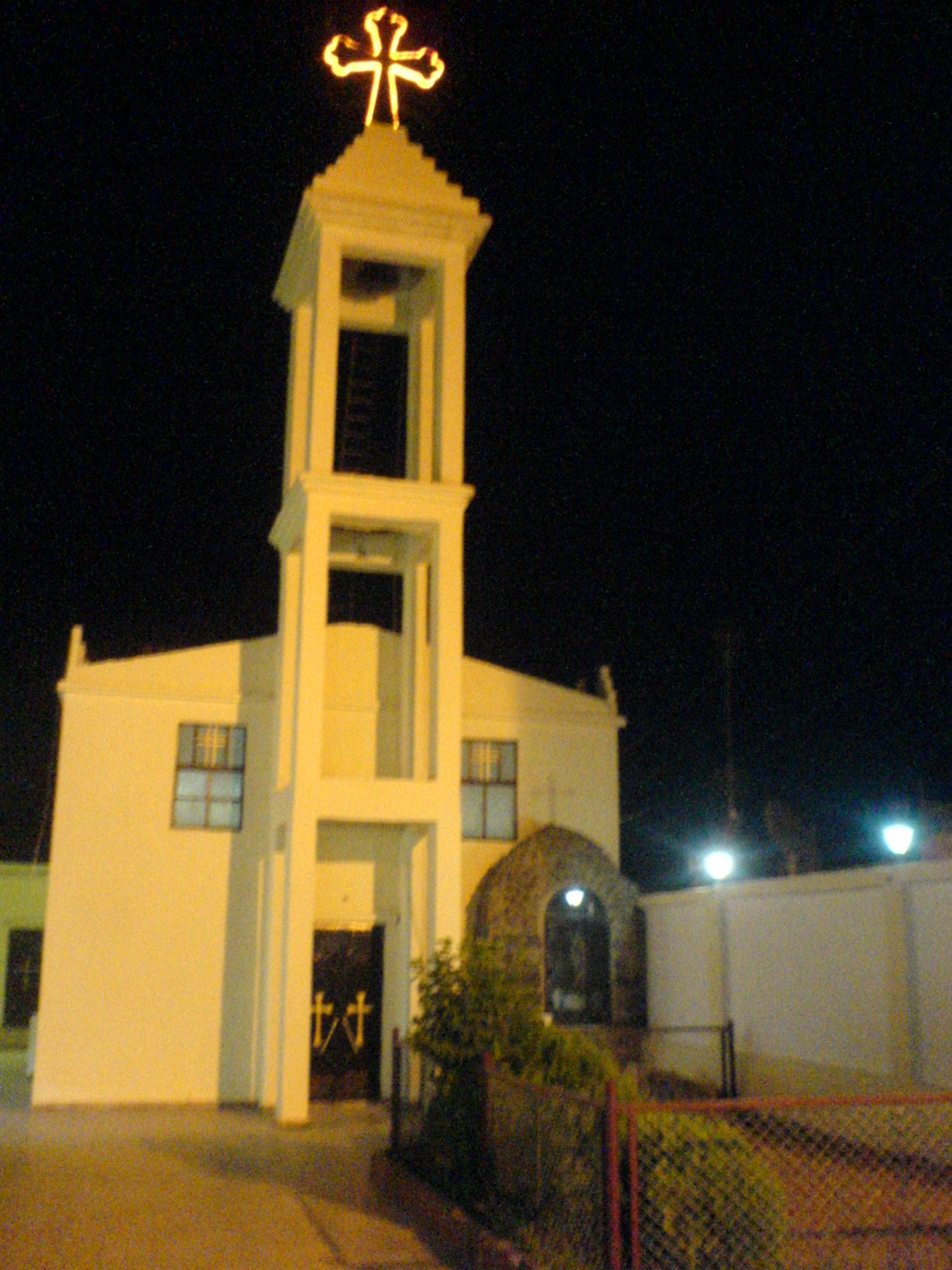